# Malek Hamza
Malek Hamza (* 1959) ist ein ehemaliger algerischer Radrennfahrer und nationaler Meister im Radsport.

## Sportliche Laufbahn
Bei den Wettbewerben im Bahnradsport der Afrikaspiele 1978 gewann er die Goldmedaille im 1000-Meter-Zeitfahren.
1981 gewann er die nationale Meisterschaft im Straßenrennen vor Ahmed Zaaf. 1982 wurde er Vize-Meister hinter Nieddline Tchambaz, 1986 hinter Irbeh Sebti Benzine. 1985 wurde er Zweiter der Algerien-Rundfahrt, wobei er eine Etappe gewann. Zweiter wurde er auch in der Tunesien-Rundfahrt 1985. 1986 siegte er in dem Etappenrennen Grand Prix d’Annaba.
Die Internationale Friedensfahrt fuhr er zweimal, 1979 wurde er 72. und 1984 73. der Gesamtwertung.